# Ein Fall für Annika Bengtzon
Ein Fall für Annika Bengtzon (schwedischer Originaltitel: Annika Bengtzon) ist eine schwedische Fernsehfilmreihe, die 2012 von Yellow Bird produziert und beim Fernsehsender TV4 Schweden ausgestrahlt wurde. Die Reihe wurde in Deutschland vom 28. März 2013 bis zum 20. Mai 2013 beim Sender Das Erste ausgestrahlt. Die einzelnen Episoden basieren auf den Romanen der schwedischen Autorin Liza Marklund.

## Inhalt
Die Serie handelt von der Journalistin Annika Bengtzon, die in Stockholm für die fiktive Tageszeitung Kvällspressen arbeitet. Eigentlich Gesellschaftsreporterin stößt sie bei ihren Recherchen immer wieder auf Verbrechen, deren Untersuchung sie für eine gute Story auf eigene Faust betreibt. Dies lässt sie nicht nur oftmals mit der Polizei in Konflikt geraten, sondern stellt aufgrund der intensiven Privatermittlungen auch eine Belastung für ihre Ehe dar.

## Besetzung (Hauptdarsteller) und Synchronisation
Die deutsche Synchronisation entstand nach dem Dialogbuch und unter der Dialogregie von Beate Klöckner durch die Synchronfirma Berliner Synchron AG in Berlin.
| Darsteller       | Figur             | Synchronsprecher      |
| ---------------- | ----------------- | --------------------- |
| Malin Crépin     | Annika Bengtzon   | Anna Carlsson         |
| Björn Kjellman   | Anders Schyman    | Frank Röth            |
| Leif Andrée      | Spiken            | Axel Lutter           |
| Kajsa Ernst      | Berit Hamrin      | Katarina Tomaschewsky |
| Erik Johansson   | Patrik Nilsson    | Tobias Nath           |
| Felix Engström   | Q                 | Wolfgang Wagner       |
| Richard Ulfsäter | Thomas Samuelsson | Dennis Schmidt-Foß    |

## Episodenliste
| Nr. | Deutscher Titel  | Originaltitel     | Erstausstrahlung (S) (TV 4) | Deutschsprachige Erstausstrahlung (D) | Regie                    | Drehbuch                    | Zuschauer | Erscheinungsdatum (S) (DVD) |
| --- | ---------------- | ----------------- | --------------------------- | ------------------------------------- | ------------------------ | --------------------------- | --------- | --------------------------- |
| 1   | Nobels Testament | Nobels testamente | 2. März 2012                | 28. März 2013                         | Peter Flinth             | Pernilla Oljelund           | 3,05 Mio. | 20. Juni 2012               |
| 2   | Prime Time       | Prime Time        | 9. März 2014                | 31. März 2013                         | Agneta Fagerström-Olsson | Alex Haridi                 | 3,05 Mio. | 4. Juli 2012                |
| 3   | Studio 6         | Studio sex        | 16. März 2014               | 1. Apr. 2013                          | Agneta Fagerström-Olsson | Antonia Pyk                 | 4,32 Mio. | 18. Juli 2012               |
| 4   | Der rote Wolf    | Den röda vargen   | 23. März 2014               | 11. Mai 2013                          | Agneta Fagerström-Olsson | Björn Paqualin, Antonia Pyk | 3,28 Mio. | 1. Aug. 2012                |
| 5   | Lebenslänglich   | Livstid           | 30. März 2014               | 19. Mai 2013                          | Ulf Kvensler             | Antonia Pyk                 | 3,29 Mio. | 15. Aug. 2012               |
| 6   | Kalter Süden     | En plats i solen  | 6. Apr. 2014                | 20. Mai 2013                          | Peter Flinth             | Alex Haridi                 | 3,89 Mio. | 29. Aug. 2012               |